# 原国
原 国（國、はら くに、1901年（明治34年）2月10日 - 1982年（昭和57年）11月24日）は、大正から昭和期の歯科医師、政治家。衆議院議員。

## 経歴
鹿児島県薩摩郡山崎村二渡（山崎町、宮之城町を経て現さつま町）で生まれる。1922年（大正11年）日本歯科医学校（現日本歯科大学）を卒業し、1924年（大正13年）中央大学専門部法律科を卒業した。
東京で歯科医師を開業。東京都大森区会議員を務めた。
日本農本党組織代表となり、1946年（昭和21年）4月の第22回衆議院議員総選挙で鹿児島県全県区から出馬して当選し、衆議院議員に1期在任した。この間、日本国有鉄道宮之城線各駅の新設、川内川治水の推進などに尽力した。1947年（昭和22年）4月の第23回総選挙で鹿児島県第3区から国民協同党公認で出馬したが落選し、その後、第24回、第25回総選挙（改進党公認）にも連続して立候補したがいずれも落選し、政界を引退した。